# ارين ألين سميث
ارين ألين سميث (بالإنجليزية: Warren Allen Smith)‏ هو كاتب أمريكي، ولد في 27 أكتوبر 1921، وتوفي في 9 يناير 2017.

## وصلات خارجية
- ارين ألين سميث على موقع IMDb (الإنجليزية)